# Lucio Garau
Lucio Garau (Cagliari, 1959) è un compositore e pianista italiano.

## Biografia
Si è diplomato in composizione sotto la guida di Franco Oppo e in pianoforte sotto la guida di Arlette Giangrandi Egmann e Vincenzo Vitale.
Studioso di etnomusicologia, estetica e storia della musica, ha composto lavori di musica strumentale, live electronics e musica acusmatica ed interpretato brani di pianoforte e di musica acusmatica.
Nel 1991 ha fondato il MiniM Ensemble per studiare le tecniche del linguaggio musicale minimalista.
Dal 1998 al 2003 ha curato per gli Amici della Musica di Cagliari il progetto Monumenti Pianistici, che ha avuto per finalità la rivisitazione, in chiave acusmatica, dei lavori di grandi compositori del passato, e dal 2004 al 2009 sei edizioni del Festival Internazionale di Interpretazione della Musica Acusmatica.
È direttore artistico dell'associazione Amici della Musica di Cagliari.

## Composizioni
- op. 1, EO' (per voce e dispositivo di ritardo) (1990)
- op. 2, Musica nascosta per 12 archi (1989–91)
- op. 3, Musica nascosta per un percussionista (pelli e metalli) (1991)
- op. 4, Sacrum (per quintetto vocale virile) (1992)
- op. 5, Canoni (per un musicista che suona flauto dolce contralto, basso e tenore e  dispositivo di ritardo) (1992)
- op. 6 n. 1, Epitaffio (per 3 arpe) (1991)
- op. 6 n. 2, Epitaffio (1992)
- op. 6 n. 3, Epitaffio [5] (per clarinetto, violino, viola, violoncello, marimba e vibrafono) (1993)
- op. 6 n. 4, Epitaffio (per chitarra elettrica, marimba e vibrafono, contrabbasso) (1992)
- op. 7, Compresenze erranti (per Pianoforte e installazione video) (1993)
- op. 8, Trasparenze (per 2 flauti dolci contrabbassi) (1994)
- op. 9, Trio (Orti) (per voce, flauto dolce, percussione, video) (1994)
- op. 10, Mercato (per 5 musicisti) (1994)
- op. 11, Tabulatura Nova 1° ricercare (per violoncello e live electronics) (1994)
- op. 12, siamo sicuri? problema per 6 giovani pianisti (per 6 pianisti su 2 pianoforti) (1994)
- op. 13, Dream (Madre) (per 6 strumenti ad arco, 6 voci, 1 pianoforte, vibrafono o celesta) (1995)
- op. 14, Ballu (per pianoforte) (1995)
- op. 15, Rondeau (per tromba e organo) (1995)
- op. 16, Consenso (per strumento variabile e suoni campionati) (1995)
- op. 17, J...X (preludio) (per chitarra elettrica) (1995)
- op. 18, Principe (per vibrafono e glockenspiels) (1995)
- op. 19, S'oda nodas (per 4 suoni  e live electronics) (1995)
- op. 20, i 9 colpi (per tre percussionisti e suoni campionati) (1993)
- op. 21, Trio (acusmatico) (1996)
- op. 22, Ecolalia (per sestetto vocale virile) (1996)
- op. 23, Voyage (installazione sonora per 4 percussionisti) (1996)
- op. 24, Essere è tempo (per vibrafono, chitarra elettrica, arpa, contrabbasso e musica su supporto) (1997)
- op. 25, c,b,a (variati) (per grande orchestra sinfonica)  (1998)
- op. 26, 1° Quartetto d'archi (Cangianti) (1998)
- op. 27, Numeri (acusmatico) (1997–98)
- op. 28, Be-bop (per 5 strumenti) (1998)
- op. 29, Anninnia (per voce) (1999)
- op. 30, 999 (per flauto, clarinetto, violino, violoncello, pianoforte) (1999)
- op. 31, Memoria (per violino) (2000)
- op. 32, xballu (per fisarmonica) (2001)
- op. 33, Trio -The Man i love- (per violino, violoncello e pianoforte) (2001)
- op. 34 n. 1, Variazioni sui suoni della notte (per flauto, oboe, clarinetto, fagotto, corno, percussione, chitarra elettrica, pianoforte, violino, viola, violoncello, contrabbasso) (2001–02)
- op. 34 n. 2, Variazioni sui suoni della notte (per flauto, oboe, clarinetto, fagotto, percussione, chitarra elettrica, pianoforte, violino, viola, violoncello) (2002)
- op. 35, Appunti (acusmatico) (1997–2002)
- op. 36, 2 Minuti di raccoglimento -per Carlo Giuliani- (acusmatico) (2003)
- op. 37, Tre invenzioni a tre parti (per pianoforte) (2002)
- op. 38, op. 38 T, (per orchestra d'archi) (2002)
- op. 39, tr. (39a) (per pianoforte e 11 archi) (2002)
- op. 40, Aurora (per coro femminile) (2003)
- op. 41, Suite (per fisarmonica, musica su supporto e trattamento in tempo reale) (2003)
- op. 42, Aurora nel mare (per orchestra sinfonica) (2003)
- op. 43, Trasformazioni (acusmatico) (2003)
- op. 44, Concerto per fisarmonica e piccola orchestra (2004)
- op. 45 n. 2, Variazioni su di una vecchia melodia (per chitarra) (2004)
- op. 46, Klavierbuchlein (per pianoforte) (2005–2012)
- op. 47 n. 1, Sonata a quattro (per 4 flauti dolci) (2005)
- op. 48, Pinocchio notturno (per clarinetto, fisarmonica, violino, violoncello, pianoforte giocattolo e voci registrate) (2005)
- op. 49, Prima suite per il basso di viola da gamba (per viola da gamba) (2006–2008)
- op. 50, Qimbe, 5 variazioni su temi familiari (acusmatico) (2006)
- op. 51, Una storia indicibile (per 5 voci, pianoforte, percussione) (2006)
- op. 52, Concerto per clavicembalo e jazz band  (2007)
- op. 53, 6 sonate -rielaborazioni da Domenico Scarlatti- (2007)
- op. 54, Suite acusmatica (per sirena, suoni su supporto, voce, percussione) (2008)
- op. 55, Petite Suite (per due diversi strumenti a tastiera) (2009)
- op. 56, Solo (per flauto traverso) (2009)
- op. 57, Contrappunto (per sassofono e live electornics) (2009)
- op. 58, Veil'd Melancholy (per flauto traverso) (2010)
- op. 59, Pacific Trash Vortex (per pianoforte) (2010)
- op. 60, Fungaia (per sassofono, contrabbasso, pianoforte e live electronics) (2011)
- op. 61, Concertino per pianoforte e ensemble (2011)
- op. 62, Io so (per orchestra) (2012)
- op. 63, 3 studi (per strumento variabile e live electronics) (2012)
- op. 64, 5 miniature (per viola da gamba e organo Fokker) (2013)
- op. 65, Primo concerto grosso (controfagotto, sassofono baritono, contrabbasso, clarinetto, pianoforte, basso elettrico, percussioni e live electronics) (2013)
- op. 67, Spring s springs deve andare in galera (soprano, flauto, clarinetto, arpa, marimba, pianoforte,  violino, viola, violoncello e live electornics) (2013)
- op. 68, 6 studi acusmatici (2014)
- op. 69, Duo ( pianoforte e vibrafono) (2014)
- op. 70, Duo (Sassofoni e organo Hammond (2014)
- op. 71, Sospeso (grancassa e suoni registrati) (2014)
- op. 72, Tre studi per percussione e live electronics (2014)
- op. 73, Tre pezzi molto simili (flauto, clarinetto, viola, percussione, chitarra elettrica, piano Carrillo e organo Fokker) (2014)
- op. 74, Guido nella notte, tre sogni sinfonici (2015)
- op. 75, sonata per oboe e pianoforte (2015)
- op. 76, in fra(m)menti (voci, violino, pianoforte e vibrafono) (2015)
- op. 77, Moira (violoncassa e voce) (2015)
- op. 78, 4 momenti dal sesto canto dell'Iliade (flauto, oboe, clarinetto, percussione, pianoforte, violino, viola, violoncello,  contrabbasso e coro di voci bianche) (2015)